# 瑪里莉
瑪里莉（阿美語：Maliplip），是台灣阿美族馬太鞍部落神話中的溫泉女神，也是地震的源頭之一。

## 身世與職責
瑪里莉是神族系譜中的第四代神靈，她的父親是月亮阿納費耀（Anavejau）、母親是太陽米哈色勒（Meahsele）。她在死後變成了溫泉（Apol），成為了溫泉女神。

## 神話
傳說中在創造世界之後，因為地底女神Iya經常會不管職責而陷入沉睡，所以洛巴拉奧把包括瑪里莉在內的四位第四代與第五代的神靈派往地底，在Iya的下面搖動使她醒來，並且因此造成地震。